# Josep Lluís Barona
Josep Lluís Barona Vilar (Valencia, 1955) es un historiador de la ciencia español, catedrático de la Universidad de Valencia.
Es autor de obras como Ciencia e historia: debates y tendencias en la historiografìa de la ciencia (1994), Salud, tecnología y saber médico (2004), José Chabás Bordehore (1877-1963): tuberculosis y medicina social en la Valencia del primer tercio del siglo XX (2007) —sobre el médico valenciano José Chabás—, The Problem of Nutrition. Experimental Science, Public Health, and Economy in Europe, 1914-1945 (2010) o La medicalización del hambre: economía política de la alimentación en Europa, 1918-1960 (2014), entre otras.
También ha sido editor de La Ilustración y las ciencias (2003) —junto a Javier Moscoso y Juan Pimentel—, Health and medicine in rural Europe (1850-1945) (2005) —junto a Steven Cherry— o El exilio científico republicano (2010), entre otras.